# アレクサンドル・マレニッチ
アレクサンドル・イーゴレヴィチ・マレニッチ（ロシア語: Александр Игоревич Маренич、1989年4月29日 - ）は、ロシア・ロストフ州、ゼルノグラード出身の元サッカー選手。現役時代のポジションはFW。

## 経歴
1989年、ロシア・ロストフ州の小さな町ゼルノグラードにて生まれる。その後、ロストフ州の州都ロストフ・ナ・ドヌに移住し、父親の指導の下でサッカーを始めた。2006年、ロストフ・ナ・ドヌに本拠地を置くFCロストフとプロ契約をした。
2006年11月24日、第30節のFCロコモティフ・モスクワ戦の後半12分にイリヤ・カラシニコフとの交代でピッチに立ちロシア・プレミアリーグデビューを果たしたが、翌シーズンはオフシーズン中に怪我をしたため試合に出場するは無かった。2007年7月、FCロストフとの契約が終了しクラブを去ると同時にサトゥルン・ラメンスコーエからアプローチされたが、その後、話の進展は無くFCモスクワへ移籍。FCモスクワではトップチームでプレーする事もあったが、リザーブチームでプレーすることが多く、全治2ヶ月の怪我を負ったりもした。
2010年2月、所属するFCモスクワが経営難に陥りプレミアリーグから除外される。3月12日、ロシア・プレミアリーグ昇格を果たしたFCアラニア・ウラジカフカスへ移籍。アラニアではレギュラーとして出場をしたが、クラブは1部リーグ(実質2部)に降格。
2010年11月29日、プレミアリーグに昇格を果たしたFCヴォルガ・ニジニ・ノヴゴロドの公式サイトで7名の選手と契約をしたと発表され、その中にマレニッチの名前があったが、翌日マレニッチはアラニアの公式サイトで契約したとの報道を否定。12月24日、FCロコモティフ・モスクワと2013年夏までの3年半の契約をし移籍をした。ただし、ロコモティフ・モスクワでは出場機会に恵まれず、2012年2月、双方の合意の元で契約解除をした。

## 代表
2006年5月14日に行われたUEFA U-17欧州選手権2006の決勝のチェコ代表戦ではスタメンで出場。後半の42分には勝ち越しゴール(2-1)を挙げるも、その2分後にトマーシュ・ネツィドに同点ゴールを奪われ試合はPK戦まで縺れ込んだが、3–5で優勝を手にした。

## 所属クラブ
- FCロストフ 2006
- FCモスクワ 2007-2009
- FCアラニア・ウラジカフカス 2010
- FCロコモティフ・モスクワ 2011
- FCウラル・スヴェルドロフスク・オブラスト 2013
- FCスパルタク2・モスクワ 2013
- FCヒムキ 2014
- FKアヴァンガルト・クルスク 2014-2015
- FC SKAロストフ・ナ・ドヌ 2015
- FCドルージュバ・マイコープ 2016-2017

## タイトル

### 代表
- ロシアU-17代表
  - UEFA U-17欧州選手権：1 (2006)